# Jacek Gwizdała
Jacek Gwizdała – polski bokser amatorski, dwukrotny mistrz (1992, 1993, 1994) w kategorii piórkowej, półfinalista turnieju Chemiepokal (1994) w kategorii piórkowej. Podczas swojej kariery amatorskiej reprezentował barwy klubu GKS Jastrzębie.

## Kariera amatorska
W marcu 1986 roku był finalistą młodzieżowego turnieju Gazety Pomorskiej organizowanego w Bydgoszczy. W finale przegrał na punkty (0:5) z Niemcem Frankiem Schmidtem. W tym samym roku reprezentował kraj na mistrzostwach Europy juniorów w Kopenhadze. Polak odpadł z turnieju w swojej pierwszej walce, w której przegrał z Martinem Krastewem.
Swój pierwszy start na mistrzostwach Polski seniorów zaliczył w 1987 roku w Krakowie, gdzie doszedł do ćwierćfinału zawodów. Swój drugi start na mistrzostwach również zakończył na ćwierćfinale, w którym przegrał z Grzegorzem Jabłońskim.
W 1992 roku wywalczył swoje pierwsze mistrzostwo Polski w kategorii piórkowej. W finałowym pojedynku pokonał na punkty (5:0) Mariusza Boguckiego. Tytuł obronił dwukrotnie, triumfując w roku 1993 oraz 1994.

### Inne rezultaty
- Chemiepokal, Halle, 1994 - połfinał[8]
- Chemiepokal, Halle, 1993 - ćwierćfinał [9]